# Pucaro
Das Unternehmen Pucaro Elektro-Isolierstoffe, das Pressspan für die Elektroindustrie herstellt und um die 280 Mitarbeiter beschäftigt, ist der bedeutendste Arbeitgeber der Gemeinde Roigheim und geht auf eine 1668 gegründete Papiermühle zurück.

## Geschichte
Der Papierer Jobst Rödter kaufte 1667 die obere Mahlmühle in Roigheim und baute in der Folgezeit eine Papiermühle auf. Rödter führte 1683 ein Wasserzeichen mit dem Ravensburger Doppelturm. Das heutige Wappen von Roigheim ist an dieses Wasserzeichen angelehnt. Nach der dritten Generation in der Familie Rödter ging die Papiermühle 1740 auf Paul Häuser über, der die Mühle 1770 altershalber an Gabriel Schmidtberger verkaufte. Die Mühle blieb fast 100 Jahre im Besitz dieser Familie. 1840 wurde die Papiermühle zum ersten Mal ausdrücklich Papierfabrik genannt.
1872 erwarb Christian Authenrieth, der bereits 1854 eine Fabrik gegründet hatte, die Papierfabrik in Roigheim. Mit ihm hielt die neue industrielle Technik Einzug in den altehrwürdigen Handwerksbetrieb. Bis dahin wurde nach alter Tradition in Handarbeit Büttenpapier geschöpft. Äußerer Beweis für diese Veränderung war der Bau eines Dampfkesselhauses. 1893 übernahm Constantin Authenrieth die Fabrik. Fast vier Jahrzehnte ersann Constantin Authenrieth bauliche und maschinelle Verbesserungen, um unter dem Markennamen PUCARO (Pressspan- und Cartonfabrik Roigheim) qualitätvolle Produkte auf den Markt zu bringen.
1929 übernahm der Sohn Günther Authenrieth das Familienunternehmen. Trotz Weltwirtschaftskrise, Krieg und Währungsreform schuf er gesunde wirtschaftliche Grundlagen. Er erkannte frühzeitig die Forderungen der Zeit, indem er durch den Ausbau der Laboratorien und Prüfstationen die wissenschaftlichen Grundlagen für die Entwicklung neuer und die Verbesserung alter Produkte schuf, moderne Maschinen aufstellte und somit die Weichen zum Unternehmen mit Weltruf stellte. Bernhard Authenrieth führte das Unternehmen 1952 nach dem Tod seines Vaters zusammen mit seiner Mutter Margarethe Arndt-Authenrieth erfolgreich weiter.
Nach über 130-jähriger Tradition in Familienbesitz wurde das PUCARO-Werk im Jahr 1989 an ABB Figeholms Bruk in Schweden verkauft. Der traditionsreiche Produktname PUCARO wurde zum eigentlichen Unternehmensnamen. 1991 wurde das Unternehmen in zwei Geschäftsbereiche aufgeteilt: Transformatoren Isolation und Motoren Isolation. 1996 wurde PUCARO von Asea Brown Boveri (ABB) in Mannheim übernommen. 2020 ging das Unternehmen an den neuen Eigentümer Hitachi.
Die ehemalige Fabrikstraße in Roigheim wurde inzwischen in Pucarostraße umbenannt.